# García Hurtado de Mendoza
García Hurtado de Mendoza y Manrique (Cuenca, 21 de julho de 1535 - Madrid, 19 de maio de 1609) foi um militar espanhol, Governador do Chile e vice-rei do Peru (de 8 de janeiro de 1589 a 24 de julho de 1596). Muitas vezes, conhecido simplesmente como "Marquês de Cañete".

## Juventude
Era filho de Andrés Hurtado de Mendoza, terceiro marquês de Cañete - também um vice-rei do Peru - e Magdalena Manrique, filha do Conde de Osorno. Seus pais pertenciam a algumas das famílias mais importantes da aristocracia espanhola.
Em 1552, Hurtado de Mendoza fugiu de casa com a intenção de servir a seu rei, Carlos I (imperador Carlos V), em uma expedição que se preparava contra Córsega. Ele demonstrou grande valor nesta campanha e também em Toscana, quando o ducado tentou dissolver o Estado Imperial. Fez parte do exército imperial em Bruxelas e estava com Carlos V quando este foi derrotado na batalha de Renty.
Ao saber que seu pai tinha sido nomeado vice-rei do Peru, ele retornou à Espanha e pediu para ser enviado para a América. Durante a viagem conheceu Jerónimo de Alderete, que tinha sido escolhido pelo rei para ser o sucessor de Pedro de Valdivia como governador do Chile. Aconteceu que Alderete ficou doente e morreu durante a viagem. O pai de Hurtado reuniu um grupo de representantes chilenos e, depois de terem decidido que nem Francisco de Aguirre ou Francisco de Villagra eram qualificados como um sucessor para o cargo, nomeou o seu próprio filho. Esperava que seu filho iria trazer mais espanhóis para o Chile e, adicionalmente, seria capaz de unir as duas facções lutando para o cargo de governador do Chile. Também esperava-se que seria capaz de lidar com sucesso com os índios rebeldes.
Hurtado, em seguida, partiu para o Chile, com apenas 21 anos, com grande audácia. Ele era arrogante, orgulhoso de sua linhagem e inteligência, de aspecto autoritário e sujeito a reações violentas. Seu caráter fez inimigos, muitos deles dentro de seu próprio círculo de pessoas.

## Governador do Chile
Hurtado de Mendoza deixou o Peru e foi para o Chile à frente de uma força de 500 espanhóis. Uma parte dessa força viajou por terra sob o comando de Luis de Toledo e Pedro de Castillo. Esse grupo partiu em janeiro de 1557. A outra parte, sob o comando do novo governador, viajou por mar, partindo em fevereiro do mesmo ano. O vice-rei deu um banquete para seu filho, depois que a frota saiu do porto ao som de marchas militares e uma salva de canhões.
Hurtado de Mendoza navegou com uma comitiva de homens ilustres, incluindo Alonso de Ercilla y Zúñiga, Francisco de Irarrázaval y Andía, Fráncisco Pérez de Valenzuela, Frade Gil González de San Nicolás, o franciscano Juan Gallegos e o jurista Hernando de Santillán. A expedição parou em Arica em 5 de abril de 1557 e lá permaneceu por quatro dias.
Continuando a viagem para o sul, eles desembarcaram em La Serena em 23 de abril de 1557. Os pobres de Coquimbo foram surpreendidos com o maior contingente de soldados - mais de 500 - já visto naquela região, armados com arcabuzes e canhões, usando armadura e elmos de plumas. Eles logo ganharam o apelido de emplumados.

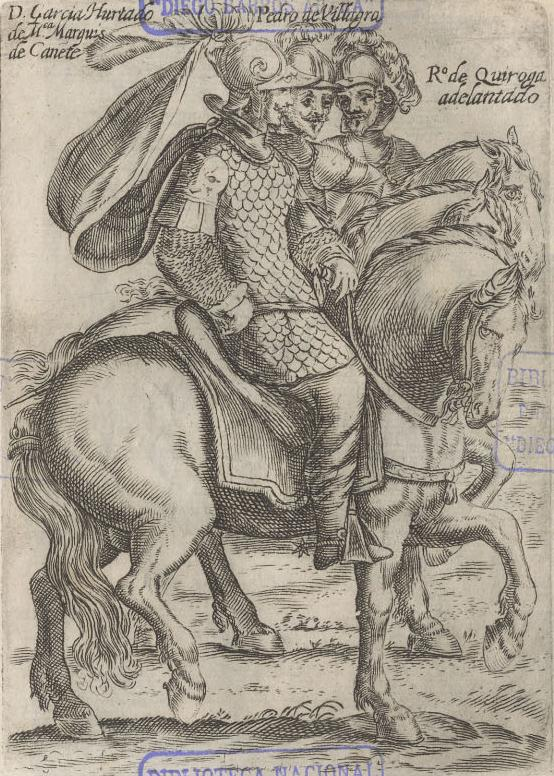
Mendoza, Villagra y Quiroga em uma ilustração de Alonso de Ovalle

### Francisco de Aguirre e Francisco de Villagra
Francisco de Aguirre recebeu o novo governador hospitaleiramente em La Serena. Quase ao mesmo tempo, Francisco de Villagra chegou em La Serena por terra.  Sabendo da aversão entre Aguirre e Villagra com relação a suas aspirações para o governo do Chile, García Hurtado não hesitou em prendê-los em La Serena, isolando-os em um navio. Este ato foi considerado injusto pelos colonizadores espanhóis no Chile.
Mariño de Lobera relata em sua crónica que Aguirre, já a bordo, cumprimentou Villagra em sua chegada, apertou sua mão e disse:
Veja, Meritíssimo, Señor General, como são as coisas do mundo: ontem nós dois não cabíamos em um mesmo reino e hoje Don García nos fez caber em uma simples prancha.
O governador chegou a Santiago com a chegada do inverno. O cabildo estava se preparando para recebê-lo, mas Hurtado decidiu prosseguir por mar para Concepción, apesar dos conselhos contrários de quem conhecia os perigos do clima nesta estação.
Em Coquimbo, Hurtado enviou a cavalaria por terra, partindo em 21 de junho de 1557, em pleno inverno.

### Relações com os povos indígenas
Ele chegou oito dias depois na baía de Concepción no meio de uma estação perigosa. As tropas desembarcaram na ilha de La Quiriquina durante uma chuva torrencial e ergueram um acampamento provisório. Uma vez instalado em Concepción, Hurtado tentou uma política amigável com os índios, que aceitaram as regras do governador, mas não estavam dispostos a aceitar a ocupação de seus territórios pelos espanhóis recém-chegados.
Lincoyan e outros líderes indígenas sabia que a cavalaria estava vindo por terra de Santiago, e elaborou um plano para atacá-los em Andalicán, perto de Concepción. Hurtado soube do plano dos indígenas e foi informado de que os mapuches interpretaram sua atitude como um sinal de fraqueza e medo, ele decidiu, portanto, mudar radicalmente a sua atitude para com eles.
Ele ordenou que a fortaleza de San Luis de Toledo fosse construída imediatamente em Araucana para frustrar a iniciativa indígena, mas o forte foi logo atacado pelos mapuches. Eles foram derrotados e o governador contra-atacou com canhões e mosquetes.
Em outubro de 1557 Hurtado ordenou uma nova campanha com uma força de 500 soldados e milhares de auxiliares indígenas. A batalha de Lagunillas ocorreu durante esta campanha, no dia 7 de novembro. Nessa batalha, os espanhóis resistiram em grande parte por causa da bravura demonstrada por Rodrigo de Quiroga e os outros capitães. Os mapuches mostraram-se desorganizados no ataque e tal desordem produziu uma tática ruim que impediu uma vitória.
De acordo com Alonso de Ercilla, que havia chegado ao Chile com o governador, os espanhóis prenderam o líder indígena Galvarino e cortaram sua mão esquerda. Ele perdeu a mão sem demonstrar sinal de dor e, em seguida, estendeu a outra, que também foi cortada. Ele pediu para ser morto, mas os conquistadores o libertaram. Galvarino partiu com seus homens, planejando sua vingança.
Galvarino ordenou um novo ataque contra os invasores em 30 de novembro. O conflito ficou conhecido como batalha de Millarapue, ocorrido no vale de mesmo nome. Vários acontecimentos imprevistos nesta batalha facilitaram o ataque surpresa. No entanto, os mapuches foram novamente derrotados e, como punição, 30 deles foram enforcados pelos espanhóis, incluindo Galvarino, que lutou sempre na primeira linha.
As privações causadas pelo trabalho começaram a incomodar os companheiros de Hurtado, que esperavam grandes lucros por seus serviços. Para compensar seus homens, o governador declarou a encomienda de Concepción inativa. Por este motivo, a cidade foi reconstruída pela terceira vez. Pouco tempo depois, foi fundada também a cidade de Cañete de la Frontera, igualmente dividida entre as tropas que participaram da batalha.
O líder mapuche Caupolicán, estimulado pelo índio Andresillo, decidiu atacar o Forte Tucapel. O que ele não sabia era que Andresillo era um traidor que comunicou os detalhes do ataque aos espanhóis, de modo que os atacantes tornaram-se os atacados. O resultado foi uma fuga dos índios, que deixaram para trás muitos mortos e feridos, e um sério enfraquecimento das forças mapuche.
O moral das tropas espanholas cresceu. Em um ataque surpresa ao acampamento de Caupolicán, os espanhóis conseguiram capturá-lo. Caupolicán foi levado para Fort Tucapel. Alguns historiadores afirmam que ele tentou negociar com os espanhóis, prometendo se converter ao cristianismo, mas Alonso de Reinoso, o comandante do forte, o condenou à morte por empalamento.
Em outra batalha, os indígenas construíram um forte em Quiapo, entre Cañete e Arauco, mas eles foram novamente derrotados na batalha de Quiapo. A cidade de Concepción e o forte de Arauco foram reconstruídos em 1559. Outros fortes foram fundados, com o nome de Angol, ou Los Infantes e o forte Talcamávida em 1560 e, do outro lado dos Andes, a cidade de Mendoza, Argentina em 1561.

### Consequências da guerra
Neste período Hurtado de Mendoza foi desprezado por aqueles que ele tinha roubado. Seu caráter colérico e sua arrogância lhe renderam muitos inimigos, inclusive Hernando de Santillán. Santillán tinha estabelecido a Tasa de Santillán, que regulava a servidão dos índios, permitindo que muitos espanhóis abusassem dos indígenas. Ele plantou as sementes de futuras rebeliões, em particular a dos huilliches.

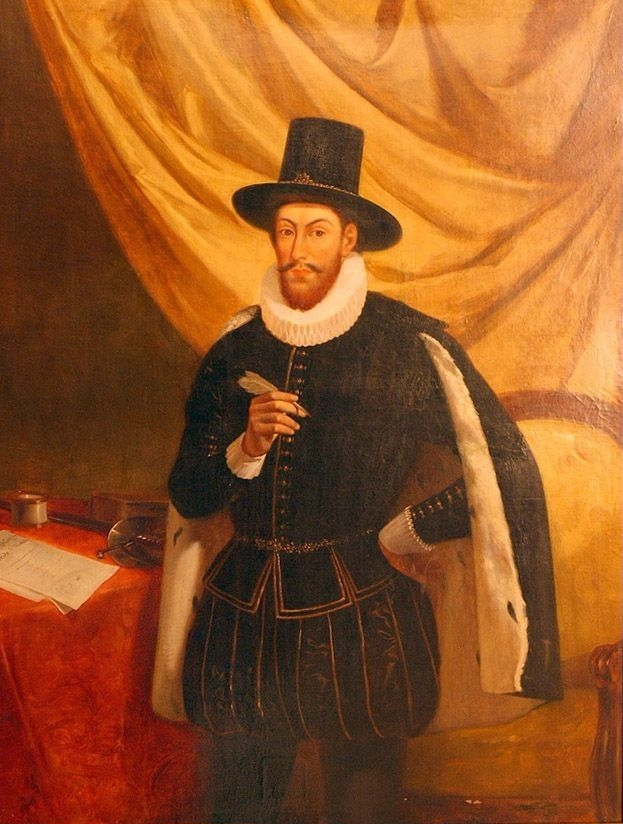
García Hurtado de Mendoza

Algum tempo depois, o governador foi informado que seu pai, o vice-rei, tinha sido substituído pelo rei e que Francisco de Villagra seria o novo governador do Chile. Hurtado esperava receber de Villagra as mesmas humilhações que este havia sofrido e, por esta razão, ele decidiu sair imediatamente do Chile. Foi direto para Santiago, uma cidade que nunca tinha visitado durante seu governo.
Em Santiago, ele soube da morte do sucessor de seu pai. Isso significava que seu pai continuaria como vice-rei, ao menos, temporariamente, e por esta razão, Hurtado decidiu permanecer como governador. Ele ficou na capital e aproveitou a oportunidade para falar com Villagra sobre a situação da colônia. Ao contrário do que Hurtado esperava, Villagra não o desprezou e o recebeu com educação, mas com uma atitude fria.
Durante a sua estada em Santiago, a Tasa de Santillán foi decretada. O documento instituiu o sistema de mita (trabalho forçado indígena). Em vez de exigir o trabalho de todos os índios em uma aldeia, esse sistema estabelecia uma rotação de servidão, obrigando o chefe de cada tribo a enviar um homem de cada seis para trabalhar nas minas, e um de cada cinco para trabalhar nos campos. Estes trabalhadores, que até então não eram pagos, seriam remunerados com uma sexta parte do produto do seu trabalho no final de cada mês. Mulheres e homens com menos de 18 anos de idade ou mais de 50 ficaram isentos da mita, e os encomenderos foram obrigados a alimentar os nativos, mantê-los saudáveis e promover sua evangelização.
Hurtado de Mendoza recebeu a notícia da morte iminente do pai. Ele decidiu partir imediatamente para o Peru, designando Rodrigo de Quiroga como governador interino (em vez de Villagra).

### Juicio de residencia
No Peru, foi submetido a um juicio de residencia pelas ações arbitrárias do seu governo no Chile (o confisco das encomiendas, os maus tratos dos soldados, etc.) Hurtado foi o primeiro governador do Chile cujo desempenho foi julgado sob as leis da Espanha. O tribunal o considerou culpado de 196 acusações, mas deixou a decisão para a Real Audiência de Lima. Sua sentença foi que ele permanecesse detido na cidade de Lima, até que fosse absolvido de todas as acusações ou pagasse a multa a que foi condenado.

## Retorno à Espanha
No entanto, Hurtado de Mendoza já tinha partido do Peru para a Espanha, para relatar o seu governo e suas campanhas para o rei Filipe II e para o Conselho das Índias. O prestígio de sua família, suas informações sobre os serviços prestados pela Audiência de Lima, e as recomendações de alguns capitães de confiança que começaram a chegar do Chile permitiram que as acusações de seus inimigos fossem logo esquecidas. Além disso, ele foi reconhecido como o vencedor da Guerra de Arauco.
Em Madri, ele entrou para a Guarda Real. Também foi representante do rei em Milão.

## Vice-rei do Peru
Hurtado retornou à América em 1590, agora como vice-rei do Peru, cargo que ocupou até meados da década seguinte. Foi uma grande ajuda para os espanhóis no Chile, o fato de ter alguém que conhecia bem a situação daquela região.
Hurtado tinha desentendimentos frequentes com Toríbio de Mongrovejo, arcebispo de Lima, sempre que as jurisdições eclesiásticas e civis se cruzavam. Mogrovejo instituiu o seminário dando origem a uma controvérsia, a colocação do brasão de armas do bispo na parte superior da entrada. Também teve participação na excomunhão de Juan Ortiz de Zárate, prefeito de Lima, quando as forças armadas prenderam um criminoso que havia recebido asilo político em uma igreja.
Ao final de seu mandato, Hurtado deixou Lima e retornou à Espanha, onde morreu em 1609.

## Descendência
|  |                                                 |  |  |  |  |  |  |  |  |  |  |  |  |  |  |  |
|  | 8. Honorato de Mendoza                          |  |  |  |  |  |  |  |  |  |  |  |  |  |  |  |
|  |                                                 |  |  |  |  |  |  |  |  |  |  |  |  |  |  |  |
|  |                                                 |  |  |  |  |  |  |  |  |  |  |  |  |  |  |  |
|  | 4. Diego Hurtado de Mendoza                     |  |  |  |  |  |  |  |  |  |  |  |  |  |  |  |
|  |                                                 |  |  |  |  |  |  |  |  |  |  |  |  |  |  |  |
|  |                                                 |  |  |  |  |  |  |  |  |  |  |  |  |  |  |  |
|  | 9. Francisca de Silva                           |  |  |  |  |  |  |  |  |  |  |  |  |  |  |  |
|  |                                                 |  |  |  |  |  |  |  |  |  |  |  |  |  |  |  |
|  |                                                 |  |  |  |  |  |  |  |  |  |  |  |  |  |  |  |
|  | 2. Andrés Hurtado de Mendoza                    |  |  |  |  |  |  |  |  |  |  |  |  |  |  |  |
|  |                                                 |  |  |  |  |  |  |  |  |  |  |  |  |  |  |  |
|  |                                                 |  |  |  |  |  |  |  |  |  |  |  |  |  |  |  |
|  | 10. Andrés de Cabrera Primeiro Marquês de Moya  |  |  |  |  |  |  |  |  |  |  |  |  |  |  |  |
|  |                                                 |  |  |  |  |  |  |  |  |  |  |  |  |  |  |  |
|  |                                                 |  |  |  |  |  |  |  |  |  |  |  |  |  |  |  |
|  | 5. Isabel de Cabrera                            |  |  |  |  |  |  |  |  |  |  |  |  |  |  |  |
|  |                                                 |  |  |  |  |  |  |  |  |  |  |  |  |  |  |  |
|  |                                                 |  |  |  |  |  |  |  |  |  |  |  |  |  |  |  |
|  | 11. Beatriz de Bobadilla                        |  |  |  |  |  |  |  |  |  |  |  |  |  |  |  |
|  |                                                 |  |  |  |  |  |  |  |  |  |  |  |  |  |  |  |
|  |                                                 |  |  |  |  |  |  |  |  |  |  |  |  |  |  |  |
|  | 1. García Hurtado de Mendoza                    |  |  |  |  |  |  |  |  |  |  |  |  |  |  |  |
|  |                                                 |  |  |  |  |  |  |  |  |  |  |  |  |  |  |  |
|  |                                                 |  |  |  |  |  |  |  |  |  |  |  |  |  |  |  |
|  | 12. Pedro Fernández Manrique                    |  |  |  |  |  |  |  |  |  |  |  |  |  |  |  |
|  |                                                 |  |  |  |  |  |  |  |  |  |  |  |  |  |  |  |
|  |                                                 |  |  |  |  |  |  |  |  |  |  |  |  |  |  |  |
|  | 6. García Fernández Manrique                    |  |  |  |  |  |  |  |  |  |  |  |  |  |  |  |
|  |                                                 |  |  |  |  |  |  |  |  |  |  |  |  |  |  |  |
|  |                                                 |  |  |  |  |  |  |  |  |  |  |  |  |  |  |  |
|  | 13. Teresa de Toledo                            |  |  |  |  |  |  |  |  |  |  |  |  |  |  |  |
|  |                                                 |  |  |  |  |  |  |  |  |  |  |  |  |  |  |  |
|  |                                                 |  |  |  |  |  |  |  |  |  |  |  |  |  |  |  |
|  | 3. Magdalena Manrique                           |  |  |  |  |  |  |  |  |  |  |  |  |  |  |  |
|  |                                                 |  |  |  |  |  |  |  |  |  |  |  |  |  |  |  |
|  |                                                 |  |  |  |  |  |  |  |  |  |  |  |  |  |  |  |
|  | 14. Alvaro de Luna Segundo Lorde de Fuentidueña |  |  |  |  |  |  |  |  |  |  |  |  |  |  |  |
|  |                                                 |  |  |  |  |  |  |  |  |  |  |  |  |  |  |  |
|  |                                                 |  |  |  |  |  |  |  |  |  |  |  |  |  |  |  |
|  | 7. María de Luna                                |  |  |  |  |  |  |  |  |  |  |  |  |  |  |  |
|  |                                                 |  |  |  |  |  |  |  |  |  |  |  |  |  |  |  |
|  |                                                 |  |  |  |  |  |  |  |  |  |  |  |  |  |  |  |
|  | 15. Isabel de Bobadilla                         |  |  |  |  |  |  |  |  |  |  |  |  |  |  |  |
|  |                                                 |  |  |  |  |  |  |  |  |  |  |  |  |  |  |  |
|  |                                                 |  |  |  |  |  |  |  |  |  |  |  |  |  |  |  |